# Solanum fallax
Solanum fallax är en potatisväxtart som beskrevs av Lynn Bohs. Solanum fallax ingår i släktet skattor som ingår i familjen potatisväxter. IUCN kategoriserar arten globalt som nära hotad. Inga underarter finns listade i Catalogue of Life.